# La música no se toca
La música no se toca és el nom del desè àlbum d'estudi del cantautor Alejandro Sanz. Va ser produït per ell mateix juntament amb el guanyador del Premi Grammy Julio Reyes. Va ser llançat al mercat el 25 de setembre de 2012. El segon senzill del disc, Se Vende, es va convertir en número 1 a iTunes Espanya, juntament amb altres països, en la mateixa setmana del llançament.
És el primer disc d'Alejandro Sanz amb Universal Music Group, després que al febrer de l'any anterior trenqués relacions amb la discogràfica Warner Music Group, amb la qual portava treballant vint anys.

## Senzills
- No me compares va ser llançat com a primer senzill de l'àlbum el 26 de juny de 2012.[4] La cançó es va convertir en un èxit en les llistes de tot el món, i es va mantenir en el número u durant quinze setmanes.[5] Va ser el tema principal de la telenovel·la mexicana Amores verdaderos, estrenada el mes de setembre del mateix any.

- Se vende va ser llançat com a segon senzill de l'àlbum el 17 de setembre,[6] convertint-se en número 1 a iTunes Espanya en la mateixa setmana del llançament.[2]

- Mi marciana va ser llançat com a tercer senzill de l'àlbum en el mes de desembre.[7]

- Camino de rosas, és el quart senzill del disc, i va ser llençat el 29 d'abril de 2013.[8]

## Cançons a l'àlbum
| Núm. | Títol                                 | Composició          | Producer(s) | Durada |
| ---- | ------------------------------------- | ------------------- | ----------- | ------ |
| 1.   | «La Música No Se Toca»                | Sanz                | Sanz, Reyes | 4:51   |
| 2.   | «Yo Te Traigo»                        | Sanz                | Sanz, Reyes | 3:45   |
| 3.   | «No Me Compares»                      | Sanz                | Sanz, Reyes | 4:42   |
| 4.   | «Llamando a la Mujer Acción»          | Sanz                | Sanz, Reyes | 3:50   |
| 5.   | «Mi Marciana»                         | Sanz                | Sanz, Reyes | 4:58   |
| 6.   | «Camino de Rosas»                     | Sanz                | Sanz, Reyes | 4:23   |
| 7.   | «Se Vende»                            | Sanz                | Sanz, Reyes | 3:55   |
| 8.   | «Cómo Decir Sin Andar Diciendo»       | Sanz                | Sanz, Reyes | 4:28   |
| 9.   | «Camino a Casa»                       | Sanz                | Sanz, Reyes | 4:36   |
| 10.  | «Nena»                                | Sanz                | Sanz, Reyes | 4:17   |
| 11.  | «Bailo Con Vos»                       | Sanz                | Sanz, Reyes | 3:32   |
| 12.  | «Me Sumerjo»                          | Sanz                | Sanz, Reyes | 3:51   |
| 13.  | «Para Decirle Adiós»                  | Sanz, Noel Schajris | Sanz, Reyes | 5:13   |
| 14.  | «Down» (featuring. Fat Joe/Arsenelli) | Sanz                | Sanz, Reyes | 4:26   |

## Guardons i posició a les llistes
- Premi 40 Principals Ballantine's: Millor videoclip musical (No me compares)
- Premi 40 Principals Ballantine's: Millor àlbum (La música no se toca)
- Nominat a la 24a edició dels Premios Billboard de la Música Llatina (Estats Units): Àlbum Pop Llatí de l'any (La música no se toca)

| Llistes (2012)                  | Posició |
| ------------------------------- | ------- |
| Productores de Música de España | 1       |
| México Albums Chart             | 1       |
| US Billboard 200                | 5       |
| US Top Latin Albums             | 1       |
| US Top Latin Pop Albums         | 1       |

## Crèdits de producció
- Produït per: Julio Reyes Copello i Alejandro Sanz
- Enginyers de gravació: Edgar Barrera, Julio Reyes Copello, Lee Levin, Alejandro Sanz, Javier Garza, Javier Limon, Rafa Sardina, Juan Pablo Vega, Alonso Arreola, Samuel Torres, Dan Warner, Kamilo Krate, Sebastian de Peyrecave.
- Mesclat per: Sebastian Krys y Rafa Sardina.
- Arranjaments i programació: Julio Reyes Copello, Marcos Sanchez, Javier Limon, Juan Pablo Vega, Samuel Torres.
- Programació addicional: Sebastian de Peyrecave
- Arranjaments de metalls: Samuel Torres, Julio Reyes Copello
- Masteritzat per: Antonio Baglio